# Eileen Wani Wingfield
Eileen Wani Wingfield là một phụ nữ thổ dân Úc lớn tuổi và là nhà bảo vệ môi trường cũng như chống đối các vụ thử hạt nhân. 
Wingfield (cùng các phụ nữ lớn tuổi khác) đã lập ra Hội đồng phụ nữ Kupa Piti Kungka Tjuta, ở thành phố Cooper Pedy, Nam Úc năm 1995.

## Cuộc đời tóm tắt
Khi còn trẻ, Eileen Wani Wingfield đi chăn bò và cừu cùng người cha và người chị. Sau này, khi có con thì các người con 2 chủng tộc của chính bà bị chính quyền bắt cóc để huấn luyện thành các nô lệ.

## Chống các vụ thử hạt nhân
Trong thập niên 1950 và 1960, hàng chục vụ thử hạt nhân với quy mô đầy đủ được quân đội Anh tiến hành ở các hoang mạc Nam Úc. Những cư dân bản xứ không được nói cho biết về những thử nghiệm này. Hậu quả của các vụ thử này là nhiều người già chết sớm, nhiều người bị mù, bị bệnh do bức xạ hoặc bệnh ung thư phát triển. Mãi cho đến các thập kỷ sau thì nguyên nhân đích thực gây ra các bệnh trên mới được hiểu rõ.
Trong đầu thập niên 1990 chính phủ Úc đề nghị xây dựng một bãi chứa chất thải phóng xạ gần Woomera ở Nam Úc, để chứa chất thải từ các lò phản ứng hạt nhân Lucas Heights tại Sydney và từ các cơ sở hạt nhân trên khắp thế giới. Các cộng đồng thổ dân sợ đất đai, nước và sức khỏe của họ bị nhiễm độc hơn. Khi bà di chuyển đến thành phố Cooper Pedi, bà đã cùng với Eileen Kampakuta Brown và 5 phụ nữ thổ dân lớn tuổi khác lập ra Hội đồng phụ nữ "Kupa Piti Kungka Tjuta" của thành phố Cooper Pedy. Eileen Wani Wingfield được vinh danh cùng với Eileen Kampakuta Brown cho các nỗ lực của mình trong tháng 4 năm 2003.

## Sứ mệnh của hội đồng
Họ du hành khắp nước Úc hô hào chống dự án nói trên để bảo vệ đất đai và nền nông nghiệp của mình. Tuyên bố chống đối của nhóm có các bình luận sau đây: "Chúng tôi đã được học hỏi về đất đai từ thời ông bà của chúng tôi. Việc học tập này không được viết trên giấy như các kiến thức của các người whitefella. Chúng tôi giữ nó trong đầu của chúng tôi và chúng tôi đang nói từ trái tim của chúng tôi, cho đất đai."

## Giải thưởng
Bà đã được trao tặng Giải Môi trường Goldman năm 2003 chung với Eileen Kampakuta Brown, cho các nỗ lực ngăn chặn các kế hoạch của chính phủ nhằm lập bãi rác thải có chất phóng xạ ở vùng hoang mạc Nam Úc, và bảo vệ đất đai của khu vực này.